# واسابی میزوتا
واسابی میزوتا (انگلیسی: Wasabi Mizuta؛ زادهٔ ۴ اوت ۱۹۷۴) صداپیشه، و بازیگر اهل ژاپن است. وی از سال ۱۹۹۳ میلادی تاکنون مشغول فعالیت بوده‌است.